# الملح (القفر)

تعديل مصدري - تعديل

الملح محلة تابعة لقرية الغبيب العالي، التابعة لعزلة بني جماعة بمديرية القفر إحدى مديريات محافظة إب في الجمهورية اليمنية، بلغ تعداد سكانها 43 حسب تعداد اليمن لعام 2004.